# Belippo calcarata
Belippo calcarata là một loài nhện trong họ Salticidae.
Loài này thuộc chi Belippo. Belippo calcarata được Carl Friedrich Roewer miêu tả năm 1942.